# آنجلو دی لیویو
آنجلو دی لیویو (به ایتالیایی: Angelo Di Livio) بازیکن فوتبال و اهل ایتالیا است 

## تیم ملی
از سال ۱۹۹۵ میلادی عضو تیم ملی فوتبال ایتالیا بوده و در ۴۰ بازی ملی حضور داشته‌است. او در بازی‌های ملی‌اش گلی به ثمر نرساند.
آنجلو دی لیویو آخرین بازی ملی خود را در سال ۲۰۰۲ میلادی انجام داد.